# ( )
( ) ist ein 2002 veröffentlichtes Musikalbum der isländischen Band Sigur Rós. Es enthält acht unbenannte Stücke.
Es ist das dritte Album der Band und ist in zwei Teile aufgeteilt: Die ersten vier Songs sind laut Band „leicht und optimistisch“, während die letzten vier eher „düster und melancholisch“ sind. Diese zwei Hälften werden auf der Platte durch eine 36-sekündige Stille getrennt.
Die Stücke des Albums werden von Sänger Jón Þór Birgisson in einer selbst kreierten Sprache namens vonlenska (dt. hoffnungsländisch) gesungen, die sich aus bedeutungslosen Lauten zusammensetzt, welche dem Isländischen ähneln, aber auch ein wenig nach Englisch klingen. Die Phrasen in vonlenska werden innerhalb der Stücke oft wiederholt, ziehen sich aber auch durch das ganze Album hindurch, was den Zusammenhang der Songs untereinander deutlich macht. Die Hörer des Albums sind laut Aussage der Band explizit eingeladen, sich über den Inhalt der Lieder selbst Gedanken zu machen und diese in die acht leeren Seiten des Booklets einzutragen.

## Trackliste, Arbeitstitel der Lieder samt Übersetzungen
Alle Stücke auf dem Album haben weder auf der CD noch offiziell einen Namen. Auch dies ist Teil der Idee, dass man es dem Hörer selbst überlassen möchte, was er bei den Songs denkt. Um die Songs dennoch unterscheiden zu können, hat sich zunächst Untitled 1 bis Untitled 8 durchgesetzt. Mittlerweile findet man aber auch oft die früheren Arbeitstitel als Namen für die Songs (z. B. Vaka für Untitled 1), wie auf der DVD Heima (2007) und der Akustik-EP Heim (2007).
1. Track 1 – 6:38 (Vaka – Name von Orris Tochter)
2. Track 2 – 7:33 (Fyrsta – „Das Erste“)
3. Track 3 – 6:33 (Samskeyti – „Anhang“)
4. Track 4 – 7:33 (Njósnavélin – „Die Spionage-Maschine“, auch The Nothing Song)
5. Track 5 – 9:57 (Álafoss – Name eines Schutzgebietes in der Umgebung des Studios der Band)
6. Track 6 – 8:48 (E-Bow – Hólm spielt bei diesem Stück mit einem E-Bow)
7. Track 7 – 13:00 (Dauðalagið – „Der Todes-Song“)
8. Track 8 – 11:45 (Popplagið – „Der Pop-Song“)

## Besetzung
- Jón Þór Birgisson – Gesang, Gitarre, Keyboards
- Kjartan Sveinsson – Keyboard, Gitarre
- Georg Hólm – Bass, Keyboard, Glockenspiel
- Orri Páll Dýrason – Schlagzeug, Keyboard
- María Huld Markan – Violine
- Edda Rún Ólafsdóttir – Violine
- Ólöf Júlía Kjartansdóttir – Bratsche
- Sólrún Sumarliðadóttir – Violoncello